# 福島聡
福島 聡（ふくしま さとし、1969年8月24日 - ）は、日本の漫画家。群馬県出身。男性。
作品に第8回手塚治虫文化賞・最終選考候補作『少年少女』や、第9回文化庁メディア芸術祭マンガ部門・審査委員会推薦作品『機動旅団八福神』などがある。

## 来歴
19歳のときに初めて描いた「箱庭王子」がアフタヌーン四季賞の1990年秋のコンテストで準入選を受賞し、『モーニングルーキーリーグ』（講談社）に掲載されてデビュー。その後、劇団で役者などもしている。
講談社の『MORNING ONLINE』にて『G』、『モーニング』にて『DAY DREAMBELIEVER』を連載。その後はエンターブレインの『コミックビーム』に活動の場を移し、『少年少女』『機動旅団八福神』を連載した。近年は同じくエンターブレインの『ハルタ』誌上にてタイム・スキップ・コメディー『星屑ニーナ』を、『Fellows!(Q)』誌上にてマジカル野球漫画『蜂矢乙女の魔球』を連載していた。

## 作品リスト

### 連載
- 空飛ぶアオイ（『モーニング』1992年11月19日号 / 1993年2月25日号,4月29日号）
- G（『MORNING ONLINE』1997年 - 1999年4月1日） - 未単行本化。
- DAY DREAM BELIEVER（『モーニング』2000年5月25日号 - 10月26日号）
- 少年少女（『コミックビーム』2001年12月号 - 2004年4月号）
- 機動旅団八福神（『コミックビーム』2004年8月号 - 2009年1月号）
- ロングロングアゴー（『Fellows!』volume3（2009年2月発売） - volume7（同年10月発売）） - 単行本『機動旅団八福神』第10巻に収録。
- 星屑ニーナ（『Fellows!』volume10A（2010年4月発売） - volume26（2012年12月発売）→『ハルタ』volume1（2013年2月発売） - volume8（同年10月発売））
- 蜂矢乙女の魔球（『Fellows!』volume16D（2011年4月発売） - volume19（同年10月発売）→『Fellows!(Q)』Quite（2011年11月発売） - Queen（2012年3月発売）） - 未単行本化。
- ローカルワンダーランド（『ハルタ』volume20（2014年12月発売） - volume32（2016年3月発売））
- バララッシュ（『ハルタ』2017-DECEMBER volume50 - volume69[1]）
- 対岸のメル ‐幽冥探偵調査ファイル‐（『ハルタ』volume92[2] - ）

### 読み切り
- 箱庭王子（『モーニングルーキーリーグ』1990年12月28日号）[3] - デビュー作。1990年開催・アフタヌーン四季賞秋のコンテスト準入選。
- 一日の楽天（『モーニング』1992年9月10日号）[3]
- 花は桜木（『モーニング』1992年11月5日号）[3] - 1992年開催・第21回ちばてつや賞準入選。
- きいろとむらさき（『近代麻雀ゴールド』2001年1月号）[3]
- UFO（『スピリッツ増刊IKKI』7号（2001年11月発売））[3]
- 溺れる者（『COMIC CUE』Vol.300（2003年5月発売））[4]
- 揺らぐ大地（『劇団阿佐ヶ谷スパイダース「はたらくおとこ」パンフレット』（2004年4月公演））[4]
- すみれの花（『コミックビーム』2004年9月号付録小冊子）[4] - 原作担当、作画：森薫。森薫の短編集『森薫拾遺集』にも収録。
- みかんスープ（『コミックビームFellows!』Vol.1（2006年10月発売））[4] - 作画担当、原作：小出和彦。
- 鵺の砦（『コミックビーム』2008年1月号）[4]
- ググッてハニー（『Swimsuits Fellows! 2009』（2009年8月発売）） - 単行本未収録。
- Who's Fool No.1?（『ロボットフェローズ』（2009年8月発売『Fellows!』volume6付録小冊子）） - アンソロジーコミック『Awesome Fellows!』に再録。
- こみゅにけーしょん♡ぶれいくだうん（『ミュージックフェローズ』（2009年10月発売『Fellows!』volume7付録小冊子）） - アンソロジーコミック『Awesome Fellows!』に再録。
- アタシをフッた腹いせに死んでやるッそんでアレよッ化けて呪ってやるからなッ（『コスチューム・フェローズ2011』（2011年3月配送）） - アンソロジーコミック『Awesome Fellows! Perfect』に再録。
- 春が来た（『ギジンカフェローズ』（2012年2月発売『Fellows!』volume21付録小冊子） - アンソロジーコミック『Awesome Fellows! Perfect』に再録。
- ショートケーキストーリー（『U12 こどもフェローズ』（2016年3月配送）） - 単行本未収録。

### 書籍
- 『DAY DREAM BELIEVER』、講談社 〈モーニングKC〉、2000年、全2巻 - 第1巻が初単行本。
  - （新装版）『DAY DREAM BELIEVER again』、エンターブレイン 〈ビームコミックス〉、2004年、全2巻
- 『少年少女』、エンターブレイン 〈ビームコミックス〉、2002年 - 2004年、全4巻
- 『空飛ぶアオイ』、エンターブレイン 〈ビームコミックス〉、2003年、全1巻 - 未発表の第4話以降も収録。
- 『6番目の世界』、エンターブレイン 〈ビームコミックス〉、2003年、短編集 - 未発表作品「もう半分」収録。
- 『機動旅団八福神』、エンターブレイン[5]〈ビームコミックス〉、2005年 - 2009年、全10巻
- 『鵺の砦』、エンターブレイン 〈ビームコミックス〉、2008年、短編集
- 『星屑ニーナ』、発行：エンターブレイン / 発売：角川グループパブリッシング[6]〈ビームコミックス〉、2010年 - 2014年、全4巻
- 『ローカルワンダーランド』、KADOKAWA 〈ビームコミックス〉、2016年、全2巻
- 『バララッシュ』、KADOKAWA〈HARTA COMIX〉、2018年 - 2020年[7]、全3巻
- 『対岸のメル ‐幽冥探偵調査ファイル‐』、KADOKAWA〈HARTA COMIX〉、2023年[8]、全2巻

### その他
- 合作漫画 フェローズのできるまで（『ゲッサン』2012年3月号） - ネーム・一部作画担当。『Fellows!』volume22販促小冊子に再録。